# إيست باتشوغ
إيست باتشوغ (بالإنجليزية: East Patchogue) هي قرية غير مضمنة في ولاية نيويورك الأمريكية.
يبلغ عدد سكانها حسب تعداد سنة 2000: 20,824 نسمة. ويبلغ عددهم حسب تقدير 2007 حوالي:21,200 نسمة.

## التركيبة السكانية
حدّد مكتب تعداد الولايات المتحدة بيانات التركيبة السكانية لإيست باتشوغ في تعداد الولايات المتحدة. في ما يلي، التركيبة السكانية حسب تعدادي 2000 و2010.

### تعداد عام 2000
بلغ عدد سكان إيست باتشوغ 20,824 نسمة بحسب تعداد عام 2000، وبلغ عدد الأسر 7,493 أسرة وعدد العائلات 5,294 عائلة مقيمة في المنطقة السكنية. في حين سجلت الكثافة السكانية 950.9 نسمة لكل كيلومتر مربع (2,462.8/ميل2). وبلغ عدد الوحدات السكنية 7,760 وحدة بمتوسط كثافة قدره 354.3 لكل كيلومتر مربع (917.6/ميل2).
وتوزع التركيب العرقي للمنطقة السكنية بنسبة 89.48% من البيض و3.19% من الأمريكيين الأفارقة و0.14% من الأمريكيين الأصليين و1.94% من الأمريكيين ذوي الأصول الآسيوية و0.01% من سكان جزر المحيط الهادئ و3.25% من الأعراق الأخرى و1.98% من عرقين مختلطين أو أكثر و9.10% من الهسبانيون أو اللاتينيون من أي عرق.
بلغ عدد الأسر 7,493 أسرة كانت نسبة 35% منها لديها أطفال تحت سن الثامنة عشر تعيش معهم، وبلغت نسبة الأزواج القاطنين مع بعضهم البعض 56.6% من أصل المجموع الكلي للأسر، ونسبة 9.6% من الأسر كان لديها معيلات من الإناث دون وجود شريك، بينما كانت نسبة 4.4% من الأسر لديها معيلون من الذكور دون وجود شريكة وكانت نسبة 29.3% من غير العائلات. تألفت نسبة 23.3% من أصل جميع الأسر من عدة أفراد يعيشون في نفس المنزل ونسبة 11.9% كانت تتألف من شخص يعيش بمفرده يبلغ من العمر 65 عاماً أو أكثر. وبلغ متوسط حجم الأسرة المعيشية 2.71، أما متوسط حجم العائلات فبلغ 3.21.
بلغ العمر الوسطي للسكان 38.1 عاماً. وكانت نسبة 23.1% من القاطنين تحت سن الثامنة عشر، وكانت نسبة 7.7% بين الثامنة عشر والرابعة والعشرين عاماً، ونسبة 30.2% كانت واقعةً في الفئة العمرية ما بين الخامسة والعشرين والرابعة والأربعين عاماً، ونسبة 23.5% كانت ما بين الخامسة والأربعين والرابعة والستين، ونسبة 13.2% كانت ضمن فئة الخامسة والستين عاماً فما فوق. يوجد لكل 100 أنثى 95.8 ذكر، ويوجد لكل 100 أنثى في الثامنة عشر من عمرها فما فوق 92.1 ذكر.
بلغ متوسط دخل الأسرة في المنطقة السكنية 57,237 دولارًا، أما متوسط دخل العائلة فبلغ 64,323 دولارًا. وكان متوسط دخل الذكور 45,274 دولارًا مقابل 31,704 دولارًا للإناث. وسجل دخل الفرد الخاص بالمنطقة السكنية 23,619 دولارًا. وكانت نسبة 2.5% من العائلات ونسبة 4.5% من السكان تحت خط الفقر، وكان من هؤلاء نسبة 4.4% تحت سن الثامنة عشر ونسبة 9.7% في الخامسة والستين من العمر وما فوق.

### تعداد عام 2010
بلغ عدد سكان إيست باتشوغ 22,469 نسمة بحسب تعداد عام 2010، وبلغ عدد الأسر 8,294 أسرة وعدد العائلات 5,448 عائلة مقيمة في المنطقة السكنية. في حين سجلت الكثافة السكانية 1,026 نسمة لكل كيلومتر مربع (2,657.3/ميل2). وبلغ عدد الوحدات السكنية 8,685 وحدة بمتوسط كثافة قدره 396.6 لكل كيلومتر مربع (1,027.2/ميل2).
وتوزع التركيب العرقي للمنطقة السكنية بنسبة 84.26% من البيض و4.41% من الأمريكيين الأفارقة و0.34% من الأمريكيين الأصليين و2.33% من الأمريكيين ذوي الأصول الآسيوية و0.02% من سكان جزر المحيط الهادئ و6.05% من الأعراق الأخرى و2.59% من عرقين مختلطين أو أكثر و17.58% من الهسبانيون أو اللاتينيون من أي عرق.
بلغ عدد الأسر 8,294 أسرة كانت نسبة 31.3% منها لديها أطفال تحت سن الثامنة عشر تعيش معهم، وبلغت نسبة الأزواج القاطنين مع بعضهم البعض 49.7% من أصل المجموع الكلي للأسر، ونسبة 10.9% من الأسر كان لديها معيلات من الإناث دون وجود شريك، بينما كانت نسبة 5.1% من الأسر لديها معيلون من الذكور دون وجود شريكة وكانت نسبة 34.3% من غير العائلات. تألفت نسبة 27.7% من أصل جميع الأسر من عدة أفراد يعيشون في نفس المنزل ونسبة 14.2% كانت تتألف من شخص يعيش بمفرده يبلغ من العمر 65 عاماً أو أكثر. وبلغ متوسط حجم الأسرة المعيشية 2.66، أما متوسط حجم العائلات فبلغ 3.23.
بلغ العمر الوسطي للسكان 40.5 عاماً. وكانت نسبة 20.9% من القاطنين تحت سن الثامنة عشر، وكانت نسبة 8.4% بين الثامنة عشر والرابعة والعشرين عاماً، ونسبة 27.2% كانت واقعةً في الفئة العمرية ما بين الخامسة والعشرين والرابعة والأربعين عاماً، ونسبة 28.1% كانت ما بين الخامسة والأربعين والرابعة والستين، ونسبة 15.5% كانت ضمن فئة الخامسة والستين عاماً فما فوق. وتوزع التركيب الجنسي للسكان بنسبة 48.8% ذكور و51.2% إناث.

## أعلام
- دانييل يوليوس بيرنشتاين
- توم بالدوين
- دينيسي جاي كاسبر